# Jaudy
Le Jaudy (en breton Yeodi) est un fleuve côtier dans le Trégor, dans le département des Côtes-d'Armor dans la région Bretagne, qui se jette dans la Manche.

## Géographie
La longueur de son cours d'eau est de 48 km. Le Jaudy prend sa source dans la commune de Treglamus, au lieu-dit Kermasson, à 250 m d'altitude.
À La Roche-Derrien commence l'estuaire et à Tréguier ses eaux se mêlent à celles du Guindy pour former la rivière de Tréguier, l'un des plus beaux abers de Bretagne.

### Villes traversées
Bégard, La Roche-Derrien, Tréguier

### Communes et cantons traversés
Dans le seul département des Côtes d'Armor, le Jaudy traverse les treize communes suivantes de Tréglamus (source), Louargat, Pédernec, Saint-Laurent, Bégard, Brélidy, Coatascorn, Runan, Prat, Mantallot, Langoat, La Roche-Jaudy, Minihy-Tréguier (embouchure).
Soit en termes de cantons, le Jaudy prend source dans le canton de Callac, traverse le canton de Bégard, conflue dans le canton de Tréguier, dans les arrondissements de Guingamp et de Lannion, dans les intercommunalités de Guingamp-Paimpol Agglomération et Lannion-Trégor Communauté.

### Toponymes
Le Jaudy a donné son nom à l'ancienne commune de Pommerit-Jaudy, et à la nouvelle commune de La Roche-Jaudy.
Sur les noms des deux rivières Jaudy et Guindy, Philippe Jouët écrit : « Les deux noms de rivières Jaudy et Guindy présentent une similitude dans leur dernière syllabe. Leur explication doit prendre en compte la situation des deux cours d'eau par rapport à la ville et siège épiscopal de Tréguier. Le territoire de la ville est déterminé à l'ouest par le Guindy, à l'est par le Jaudy qui forment la presqu'île de confluence qui limitait l'expansion de la ville. On retient aussi, avec L. Le Clerc, que 'le Grand-Tréguier ou bas Tréguier [s'étend] entre la mer et le Jaudy ; le Petit-Tréguier ou haut Tréguier, entre le Jaudy et le Trieux' (Grammaire bretonne du dialecte de Tréguier, Saint-Brieuc, 1911, p. 234). La forme écrite du nom du Jaudy, Gyendi (pour Gyeudi) en 1330 est à rapprocher du nom de paroisse et commune Yaudet, Br. ar Ye(o)ded, du latin *civitat- « cité », qui montre même évolution de l'initiale (parallélisme relevé par Jérémy Loysance et Ronan Jolais). Pour Jaudy, la forme écrite Eude de 1516 (/jewde/) révèle l'évolution de la voyelle finale. Nous avançons que Jaudy vient de *civitatis « de la cité » ou de civitat(em), par un stade *kjewd-e/i-d. Pour l'autre rive de la cité, nous avançons *cinitatis issu de latin uicinitas « (limite de) vicinité » > *(wi)gindei- > *gindi, modBr. Gindi ; autre hypothèse : *cincti, du latin cinctus -us, de cingo -ere « ceindre ; environner, entourer ». Précisons qu'en l'occurrence l'emploi de ces mots latins était administratif et qu'on peut le situer dans le contexte du haut Moyen Âge breton. En tout état de cause d'autres noms ont pu être portés par telle ou telle partie des deux cours d'eau en dehors de la ville. »

### Bassin versant
Le Jaudy traverse quatre zones hydrographiques « Le Jaudy du Guindy (nc) à la mer », « Le Jaudy de sa source au rau de Theoulas (c) », « Le Guindy & ses affluents », « Le Jaudy du rau de Theoulas (nc) au Guindy (nc) ». 

### Insolite
Le 25 novembre 2022, à La Roche-Jaudy, à Plouguiel, on a repéré un morse sur les abords du Jaudy. Selon les spécialistes, c'est le premier signalement en Bretagne.

## Affluents
Le Jaudy a vingt tronçons affluents référencés. Quatre affluents ont plus de dix kilomètres de longueur :
- Le Moulin Bizien (rd[note 1]), 11 km à Tredarzec et de rang de Strahler deux.
- Le Théoulas (rd), 13 km à Brélidy, et de rang de Strahler trois.
- Le Guindy (rg), 43 km à Tréguier et de rang de Strahler quatre.
- le ruisseau de Poulloguer (rg), 11 km et de rang de Strahler trois.

Deux autres affluents ont un nom :
- le ruisseau de Kerogan (rg), 7 km et de rang de Strahler trois.
- le Run en Spern (rg), 4 km de rang de Strahler deux.

### Rang de Strahler
Donc le rang de Strahler du Jaudy est de cinq.

## Hydrologie
Son régime hydrologique est dit pluvial océanique.